# 14069 Krasheninnikov
14069 Krasheninnikov (1996 HP18) là một tiểu hành tinh vành đai chính được phát hiện ngày 18 tháng 4 năm 1996 bởi E. W. Elst ở Đài thiên văn Nam Âu.